# هاغورتی
هاغورتی (به ارمنی: Հաղորտի) یک منطقهٔ مسکونی در جمهوری آرتساخ است که در استان مارتونی واقع شده‌است.